# Kaliumfluorid
Kalimfluorid er en kemisk forbindelse mellem kalium og fluor med sumformlen KF. Det hører til den stofgruppe, der hedder salte, og er den næstmest anvendte kilde til fluorid-ioner i industrielle kemiske processer, kun overgået af flussyre. Kaliumfluorid forekommer i naturen, i form af det sjældne mineral carobiit. Vandige opløsninger af kaliumfluorid kan ætse glas ved at danne vandopløselige fluorsilikater, men flussyre er mere effektivt til formålet.
| Kemi | Spire Denne artikel om kemi er en spire som bør udbygges. Du er velkommen til at hjælpe Wikipedia ved at udvide den. |